# Antmusic
Antmusic è un singolo del gruppo musicale britannico Adam and the Ants, pubblicato nel 1980 ed estratto dall'album Kings of the Wild Frontier.

## Tracce
- 7"

1. Antmusic
2. Fall In

## Video
Il videoclip della canzone è stato diretto da Steve Barron.

## Cover
Tra gli artisti che hanno eseguito la cover del brano vi sono Robbie Williams (B-side del singolo No Regrets del 1998), OK Go (B-side del singolo Get Over It) e DJ Hyper (nell'album We Control con la partecipazione di Leeroy Thornhill).